# Mário Rui
Mário Rui Silva Duarte (Sines, 1991. május 7. –) portugál válogatott labdarúgó.

## Pályafutása

### Klubcsapatokban
A Vasco Gama Sines, a Sporting CP, a Valencia és a Benfica korosztályos csapataiban nevelkedett. 2010 és 2011 között a Benfica felnőtt keretéhez tartozott, de kölcsönbe a Fátima csapatában szerepelt, majd aláírt a Parma együtteséhez. Új klubja azonnal kölcsönadta előbb a Gubbio, majd a Spezia csapatának.
2013. június 28-án aláírt az Empoli csapatához, amellyel első évében feljutottak az élvonalba. 2017 nyarán előbb kölcsönbe, majd végleg a Roma játékosa lett. 2017. július 13-án kölcsönbe került a Napoli együtteséhez, majd 2018 januárjában végleg megvásárolták.

### A válogatottban
Részt vett a 2010-es U19-es labdarúgó-Európa-bajnokságon és a 2011-es U20-as labdarúgó-világbajnokságon, utóbbin ezüstérmesként zárt a válogatottal. 2018. március 26-án mutatkozott be a felnőtt válogatott színeiben Hollandia elleni felkészülési mérkőzésen, kezdőként végig a pályán volt. Bekerült a 2018-as labdarúgó-világbajnokságra utazó keretbe.

## Statisztika

### Klubcsapatokban
2024. április 14-i állapot szerint.
| Klub                | Szezon           | Bajnokság        | Bajnokság | Bajnokság | Kupa  | Kupa  | Nemzetközi | Nemzetközi | Egyéb | Egyéb | Összes | Összes |
| Klub                | Szezon           | Liga             | Mérk.     | Gólok     | Mérk. | Gólok | Mérk.      | Gólok      | Mérk. | Gólok | Mérk.  | Gólok  |
| ------------------- | ---------------- | ---------------- | --------- | --------- | ----- | ----- | ---------- | ---------- | ----- | ----- | ------ | ------ |
| Fátima (kölcsönben) | 2010–11          | Segunda Liga     | 25        | 1         | 5     | 0     | —          | —          | —     | —     | 30     | 1      |
| Gubbio (kölcsönben) | 2011–12          | Serie B          | 31        | 2         | 1     | 0     | —          | —          | —     | —     | 32     | 2      |
| Spezia (kölcsönben) | 2012–13          | Serie B          | 23        | 0         | 1     | 0     | —          | —          | —     | —     | 24     | 0      |
| Empoli              | 2013–14          | Serie B          | 26        | 0         | 1     | 0     | —          | —          | —     | —     | 27     | 0      |
| Empoli              | 2014–15          | Serie A          | 34        | 0         | 3     | 0     | —          | —          | —     | —     | 37     | 0      |
| Empoli              | 2015–16          | Serie A          | 36        | 0         | 1     | 0     | —          | —          | —     | —     | 37     | 0      |
| Empoli              | Összesen         | Összesen         | 96        | 0         | 5     | 0     | —          | —          | —     | —     | 101    | 0      |
| Roma (kölcsönben)   | 2016–17          | Serie A          | 5         | 0         | 2     | 0     | 2          | 0          | —     | —     | 9      | 0      |
| Napoli (kölcsönben) | 2017–18          | Serie A          | 25        | 2         | 1     | 0     | 4          | 0          | —     | —     | 30     | 2      |
| Napoli              | 2018–19          | Serie A          | 20        | 1         | 1     | 0     | 10         | 0          | —     | —     | 31     | 1      |
| Napoli              | 2019–20          | Serie A          | 24        | 0         | 4     | 0     | 7          | 0          | —     | —     | 35     | 0      |
| Napoli              | 2020–21          | Serie A          | 27        | 0         | 2     | 0     | 6          | 0          | 1     | 0     | 36     | 0      |
| Napoli              | 2021–22          | Serie A          | 34        | 0         | 0     | 0     | 5          | 0          | —     | —     | 39     | 0      |
| Napoli              | 2022–23          | Serie A          | 22        | 0         | 0     | 0     | 6          | 0          | —     | —     | 28     | 0      |
| Napoli              | 2023–24          | Serie A          | 21        | 0         | 1     | 0     | 4          | 0          | 2     | 0     | 28     | 0      |
| Napoli              | Összesen         | Összesen         | 173       | 3         | 9     | 0     | 42         | 0          | 3     | 0     | 227    | 3      |
| Karrier összesen    | Karrier összesen | Karrier összesen | 347       | 6         | 22    | 0     | 42         | 0          | 3     | 0     | 414    | 6      |

Jegyzetek
1. ↑  Magában foglalja a Portugál Kupában és az Olasz Kupában való pályára lépéseit.
2. 1 2 3  Mérkőzése(i) az Európa Ligában
3. ↑  Mérkőzése(i) a Bajnokok Ligájában: (két mérkőzés) és az Európa Ligában (két mérkőzés)
4. ↑  Mérkőzése(i) a Bajnokok Ligájában: (hat mérkőzés) és az Európa Ligában (négy mérkőzés)
5. 1 2 3  Mérkőzése(i) a Bajnokok Ligájában
6. 1 2  Mérkőzése(i) az Olasz Szuperkupában

### A válogatottban
2025. február 19-i állapot szerint.
| Portugália | Portugália | Portugália |
| Év         | Mérk.      | Gólok      |
| ---------- | ---------- | ---------- |
| 2018       | 8          | 0          |
| 2019       | 1          | 0          |
| 2020       | 2          | 0          |
| 2022       | 1          | 0          |
| Összesen   | 12         | 0          |

#### Mérkőzései a portugál válogatottban
2025. február 19-i állapot szerint.
 megjegyzés Az eredmények a portugál válogatott szemszögéből értendők.
| #   | Dátum                | Ellenfél      | Eredmény | Kiírás              | Esemény     |
| --- | -------------------- | ------------- | -------- | ------------------- | ----------- |
| 1.  | 2018. március 26.    | Hollandia     | 0 – 3    | Barátságos mérkőzés |             |
| 2.  | 2018. május 28.      | Tunézia       | 2 – 2    | Barátságos mérkőzés | a szünetben |
| 3.  | 2018. június 2.      | Belgium       | 0 – 0    | Barátságos mérkőzés | 90+2'       |
| 4.  | 2018. június 7.      | Algéria       | 3 – 0    | Barátságos mérkőzés | 57'         |
| 5.  | 2018. szeptember 6.  | Horvátország  | 1 – 1    | Barátságos mérkőzés |             |
| 6.  | 2018. szeptember 10. | Olaszország   | 1 – 0    | Nemzetek Ligája     |             |
| 7.  | 2018. október 11.    | Lengyelország | 3 – 2    | Nemzetek Ligája     | 78'         |
| 8.  | 2018. november 17.   | Olaszország   | 0 – 0    | Nemzetek Ligája     | 35'         |
| 9.  | 2019. november 14.   | Litvánia      | 6 – 0    | Eb-selejtező        |             |
| 10. | 2020. november 11.   | Andorra       | 7 – 0    | Barátságos mérkőzés |             |
| 11. | 2020. november 17.   | Horvátország  | 3 – 2    | Nemzetek Ligája     | 71'         |
| 12. | 2022. szeptember 24. | Csehország    | 4 – 0    | Nemzetek Ligája     |             |

## Sikerei, díjai

### Klubcsapatokban
Napoli
- Olasz bajnok: 2022–23
- Olasz kupagyőztes: 2019–20

### A válogatottban
Portugália U20
- U20-as labdarúgó-világbajnokság ezüstérmes: 2011

 Portugália
- Nemzetek Ligája-győztes: 2018–19

### Kitüntetések
- A Portugál Herceg Henrik Rend lovagja[18]

## További információ(k)

#### Közösségi platformok
- Mário Rui az Instagramon

#### Egyéb weboldalak
- Mário Rui adatlapja a Transfermarkt oldalán (angolul)
- Mário Rui adatlapja a Soccerway oldalon (angolul)
- Mário Rui adatlapja a National Football Teams oldalán (angolul)
- Mário Rui – a FIFA adatbázisában (angolul)
- Mário Rui adatlapja a Portugál labdarúgó-szövetség oldalán (portugálul)
- Mário Rui adatlapja a TuttoCalciatori.net oldalán (olaszul)